# Владислав Леон Сапега
Владислав Леон Адам Фелікс Сапега (пол. Władysław Leon Adam Feliks Sapieha, 30 травня 1853 — 29 квітня 1920) — князь, польський шляхтич з роду Сапіг, син князя Адама Станіслава Сапеги та княжни Ядвіґи Клементини Сангушко-Ковельської, великий землевласник, депутат Галицького сейму V-ї та IX-ї каденцій, депутат Райхсрату Цислейтанії. Член Галицького Економічного Товариства від 1883 року.

## Біографія
Владислав народився 30 травня 1853 року в замку Красицьких біля Перемишля, який його дід Леон Людвік Сапіга перетворив на родинну резиденцію. Новонароджений став первістком у родині Адама Станіслава Сапеги та його дружини Ядвіґи Клементини Сангушко. Невдовзі сім'я поповнилася ще чотирма синами та двома доньками.
Батько від 1861 року був послом Галицького сейму. Виступав за розширення автономії Королівства Галичини і Володимирії. Під час Січневого повстання пропагував польське питання на заході, через що був заарештований австрійцями, але втік за кордон. Отримав амністію у 1865, надалі продовжував обиратися послом до Галицького сейму.
Владислав Леон у 1864—1871 роках навчався у Львівській гімназії. Згодом вивчав право у Берлінському та Гейдельберзькому університетах, завершивши навчання у Львові. Пройшов однорічну військову службу.
У 28 років одружився з 21-річною графинею Єлизаветою Констанцією Потулицькою. Весілля відбулося 30 червня 1881 року у Кракові. В подружжя народилося десятеро дітей. За традицією, встановленою Адамом Станіславом Сапігою, із народженням кожного сина у замковому парку саджали дуба, із народженням доньки — липу.
У 1877—1882 роках працював в чиновником в кабінеті губернатора у Львові. Згодом, на прохання свого брата Леона, вийшов у відставку аби зайнятися управлінням родового замку. У 1883 році був обраний депутатом до галицького сейму, де разом із Войцехом Дзедушицьким та Єжи Константом Чарторийським входив до парламентської фракції «Центр». У сеймі працював у комісіях з питань бюджету, гірничої промисловості, люстрації та податків.
Від 1883 року Владислав Сапега був членом Галицького Економічного Товариства. Працював у багатьох інших організаціях, таких як Галицька Компанія Кредитних Позик, Районна Шкільна Рада в Чесанові, Районна Шкільна рада в Перемишлі. Також подбав про будівництво залізниці Перемишль—Сянік.
У 1903-му після смерті батька став повноправним володарем Красичинського маєтку площею 18 000 га. Невдовзі прославився як чудовий прогресивний фермер та лісничий.
У 1910 році, згідно батьківської волі, передав Красичинський архів на зберігання до Національної бібліотеки імені Оссолінських у Львові.
У 1908 році був переобраний до Галицького сейму.
У 1915 році увійшов до Князівсько-Єпископської організації допомоги постраждалим від лих війни, заснованої його братом, краківським єпископом Адамом Стефаном Сапігою. У 1918 році брав активну участь у керівництві Львівським національним аграрним університетом.
Помер 29 квітня 1920 у Львові. Похований у каплиці замку Красицьких.

## Родина
Дружина — Єлизавета Констанція Потулицька. Дружина пережила Владислава Леона на 28 років.
Діти:
- Казимир Леон (1882—1909) — одруженим не був, дітей не мав;
- Леон  (1883—1944) — мандрівник, депутат польського сейму, був одруженим зі графинею Катариною Потоцькою, дітей не мав;
- Юзеф (1887—1940) — одруженим не був, дітей не мав;
- Александр (1888—1980) — був двічі одруженим, мав восьмеро дітей;
- Адам (1892—1970) — один із перших австро-угорських льотчиків, був одруженим із графинею Терезою Собаньською, мав восьмеро дітей;[4]
- Владислав (1893—1956) — був одруженим із баронесою Ідою Борнеміса де Касон, дітей не мав;
- Анджей (1894—після 1945) — емісар головнокомандування Армії Крайової, зник безвісти, одруженим не був, дітей не мав;
- Станіслав (1896—1919) — одруженим не був, дітей не мав;
- Анна (1901—1965) — дружина графа Романа Бельського;
- Тереза (1905—1995) — дружина князя Богдана Друцького-Любецького.